# Tvångsåtgärd
Tvångsåtgärd är ett juridiskt begrepp som avser åtgärder som utförs av en myndighet mot en person mot dennes vilja. Hit räknas olika former av frihetsberövande samt vissa medicinska eller polisiära undersökningar. Tvångsåtgärder motiveras ofta med rättstrygghet (t.ex. när man häktar en misstänkt för att förhindra vederbörande att förstöra bevis), säkerhet för allmänheten (t.ex. psykiatrisk tvångsvård i vissa fall eller tvångsåtgärder som syftar till smittskydd) eller med hänvisning till säkerheten hos den individ som utsätts för tvångsåtgärden (t.ex. vid tvångsomhändertagande av minderåriga, missbrukare eller viss psykiatrisk tvångsvård).

## Sverige
Det finns i Sverige ingen enskild lag som reglerar tvångsåtgärder, utan bestämmelser om dem finns i ett flertal olika lagar. Viktiga lagar som bland annat innehåller bestämmelser om tvångsåtgärder är rättegångsbalken, lagen med särskilda bestämmelser om vård av unga (LVU), lagen om vård av missbrukare (LVM), polislagen, utlänningslagen, lagen om rättspsykiatrisk vård (LRV), lagen om psykiatrisk tvångsvård och smittskyddslagen.
Stängda avdelningar inom vård motiveras som skyddsåtgärd för de som annars kan bege sig ut men bedöms inte kunna klara sig utanför avdelningen på egen hand; på grund av  psykiatrisk sjukdom, förvirringstillstånd, nedsatt kognitiv förmåga eller annat. Rörelsefriheten får dock aldrig inskränkas.
Dörrar måste öppnas så snart den det gäller har någon med sig. Inga avdelningar inom vården är stängda i egentlig mening. Tvångsåtgärd innebär aldrig att den vårdade inte får gå ut. Hävdar den vårdade, att den vill gå ut men avråds och inte låter sig övertalas att stanna, får hen gå ut på egen risk. 
Om patienten går ut på vissa av läkare beslutade tider från avdelning och bedöms klara detta kallas det vanligen permission. Permission innebär att läkare med vårdpersonal behåller sitt vårdansvar 'godkänner' inom ramar för sitt medicinska eller vårdansvar.
När det gäller äldrevård gäller detsamma. Tvångsåtgärd är ej tillåtet, stänga in och frihetsberöva är förbjudet. Ingen personal, läkare och inga tjänstemän äger rätten befogad att hålla någon vårdad instängd. Det är alltså inget tillåtet eller normalt utan frihetsberövande. Socialtjänstlagen rymmer inga möjligheter frihetsberöva, dvs stänga in någon i rummet, på avdelning. Detta kan aldrig vara en vårdfråga eller tjänsteärende fråga om tjänstefel utan utgör alltid ett brott och gäller som brott av varje personal chef, administrativ personal oavsett slag av tjänsteställning utan undantag. Prejudicerande domar saknas ännu. Rättsväsendet har ännu inte klart att frihetsberövande ej kan omvandlas till fråga om tjänstefel eller vårdärende sak för inspektion av IVO. Rörelsefriheten gäller varje vuxen och det gäller även för t.ex. demensboenden. Det är lätt anta att särskilt när gäller dessa boenden att gäller rätten hålla demenssjuka instängda och då de ofta är stängda med kodlås t.ex. Rörelsefriheten gäller dock även här upphävs ej. Kodlåsen tillåts endast i praktisk vård som skydd för de som ej klarar sig ute ensamma. De som klarar sig måste fördra kodlåsen och några tillgå koden, ska få att kunna ut om de klarar sig som sällan är svårt bedöma.
Särskilda rättsåtgärder, orosanmäla, utfärda vårdintyg som psykiatrin sedan handhar gäller för övrigt så som stadgas även för vårdade i boenden. Tvångsåtgärder är alltså ej tillåtet och bör anmälas liksom frihetsberövande varhelst en enskild stängs in på rum, avdelning, inom vårdenhet. Ett mörkertal torde finnas på grund av okunskap så att det ändå sker och betraktas som tillåtet som fråga om vård, vårdärende, sannolikt utbrett. Det är det dock inte. Rörelsefriheten gäller livslångt för vuxen och oinskränkt, oavsett ålder eller tillstånd. 
För minderåriga gäller särskilt som ej behandlas här.